# Hubert Jura
Hubert Jura, ps. Tom, Jerzy, Augustyniak, Kalinowski, Herbert Jung, Tomasz Zan, Tomasz Kamiński (ur. 2 lipca 1916 w Lipinkach Łużyckich, zm. po 1971) – oficer Wojska Polskiego, Armii Krajowej i Narodowych Sił Zbrojnych. Agent Gestapo i organizator kolaborującej z Niemcami Organizacji Toma, zbrodniarz wojenny. Oficer do zadań specjalnych kolaborującej z Niemcami Brygady Świętokrzyskiej NSZ-ZJ/NSZ-ONR oraz (według Józefa Wyrwy) jej „moralny inspirator”. Za współpracę z okupantem został skazany zaocznie przez AK i część NSZ, która w 1944 r. scaliła się z AK (tzw. NSZ-AK) na karę śmierci, lecz udało mu się, po zmianie pseudonimu na „Jerzy”, dołączyć do odłamu NSZ, który odmówił współpracy z Armią Krajową, znanego w historiografii jako NSZ-ZJ (Związek Jaszczurczy) lub NSZ-ONR (Obóz Narodowo-Radykalny).

## Życiorys
Jura pochodził z pomorskiej, mieszanej rodziny o korzeniach polskich i niemieckich. Według jednej z wersji przed wojną był oficerem w stopniu porucznika rezerwy Wojska Polskiego w Grudziądzu. Do 1943 dowodził oddziałem Armii Krajowej, jednak odszedł z niej po ujawnieniu bliżej nieznanych przestępstw, w które był zamieszany.
W 1943, po usunięciu go z AK, nie został przyjęty od razu do Narodowych Sił Zbrojnych, lecz dopiero po pewnym czasie. Założył wówczas własną organizację wywiadowczą, nazwaną od jego pseudonimu organizacją Toma. W lipcu 1943 r. „Tom” (w stopniu kapitana) otrzymał zadanie utworzenia na Kielecczyźnie oddziału Akcji Specjalnej NSZ, czyli stałej grupy leśnej do zadań specjalnych. Zorganizował oddział partyzancki AS NSZ pod kryptonimem „Sosna”. 22 lipca przechwycili oni część grupy „Lew” Gwardii Ludowej, odpowiedzialnej za mord na członkach NSZ w Drzewicy koło Radomia. Siedmiu z nich rozstrzelano w lesie niedaleko Przysuchy. Z czasem oddział „Sosna” przekształcił się w jego prywatną bojówkę.
Pod koniec lata rozpoczął współpracę z oficerem SS (i zarazem Gestapo) hauptsturmführerem Paulem Fuchsem, kierownikiem wydziału zajmującego się zwalczaniem ruchu oporu w dystrykcie radomskim. Prawdopodobnie zaoferował mu współpracę polegającą na wspólnym zwalczaniu komunistów, w zamian za dostawy broni od Gestapo dla „Organizacji Toma” i opiekę podczas jego podróży między Warszawą i Radomiem. Na terenie Kielecczyzny prowadził liczne akcje zbrojne w porozumieniu z Gestapo. W meldunkach do tejże służby, Jura podawał dane osobowe ludzi, przeciwko którym jego oddział występował.
Jesienią 1943 znów nawiązał kontakt z dowództwem NSZ. Po zamordowaniu w Łysowodach 17 osób podejrzanych o poglądy lewicowe dowodzony przez Jurę oddział zbuntował się. Po ekshumacji mającej miejsce 26 kwietnia 1944 okazało się, że zamordowano 22 osoby. Według raportu dowództwa okręgu Radom Armii Ludowej dowodzony przez Huberta Jurę oddział w powiecie opatowskim zamordował 52 osoby. W wyniku rozłamu wewnątrz Narodowych Sił Zbrojnych, w  kwietniu 1944 część jego dotychczasowych podkomendnych odmówiła dalszego wykonywania jego rozkazów i połączywszy się z Armią Krajową (NSZ-AK), doniosła nowym dowódcom o kolaboracji „Toma” z Niemcami. Komenda organizacji, dowodzona przez Władysława Pacholczyka, wydała na niego wyrok śmierci za współpracę z okupantem. Zorganizowano dwa zamachy na jego życie, jednak oba były nieudane. Postrzelony „Tom” trafił na leczenie do niemieckiego szpitala wojskowego w Radomiu, a jego bezpieczeństwa strzegli funkcjonariusze Gestapo.
Oficjalne kontakty z rozłamową grupą NSZ-ZJ/NSZ-ONR „Organizacja Toma” nawiązała w czerwcu 1944. Latem 1944 „Tom” został oficerem do zadań specjalnych Brygady Świętokrzyskiej i wraz ze swoimi ludźmi pośredniczył w kontaktach jej dowództwa z Gestapo i SD. Jesienią 1944, po upadku powstania warszawskiego, pojawił się wraz ze swoją grupą w Częstochowie, wykonując wyroki śmierci na dawnych dowódcach NSZ, którzy dołączyli do AK oraz komunistach. Dzięki kontaktom z oficerem SS i Gestapo Paulem Fuchsem zorganizował tajny ośrodek tortur w udostępnionej „Tomowi” przez Gestapo willi przy ulicy Jasnogórskiej 25 w Częstochowie, która stała się odtąd siedzibą „Organizacji Toma”. Mordowano tam nie tylko członków PPR, GL i AL, ale również politycznych oponetów Brygady Świętokrzyskiej z organizacji niekomunistycznych (zarówno lewicowych, takich jak PAL i OW PPS-AK, jak i prawicowych, np. NOW-AK, NSZ-AK oraz BCh). Ich likwidacja miała na celu przejęcie przez wywodzące się z ONR ABC polityczne zaplecze Brygady pełni władzy w Polsce w drodze zamachu stanu i wprowadzenie w niej faszystowskiej dyktatury. Z nieznanych przyczyn ówczesną funkcję i rolę „Toma” pomijają we wspomnieniach dowódcy Brygady.
W 1944, grupa żołnierzy NSZ-ZJ/NSZ-ONR prowadzona przez Jurę dokonała ataku na wieś Petrykozy. Według meldunku z 9 marca zamordowano tam ukrywających się Żydów – Mejera Rabinowicza, syna Lejby i Szangli urodzonego 28 czerwca 1920 ukrywającego się u Jana Julkowskiego w Opocznie oraz Slama Lekowicza urodzonego 3 września 1924 syna Isaaca.
W chwili rozpoczęcia ofensywy styczniowej przebywał w Radomiu. Od 20 lutego 1945 ponownie nawiązał kontakt z Brygadą Świętokrzyską, przedstawił jej propozycję sojuszu z Niemcami w ramach jednolitego europejskiego frontu antykomunistycznego na obszarach mających się znaleźć pod kontrolą zachodnich aliantów. Brygada Świętokrzyska dostała pozwolenie na wycofanie się u boku Wehrmachtu i otrzymywała regularne racje żywnościowe oraz niemieckich oficerów łącznikowych. W czasie jej przemarszu przez tereny Czechosłowacji „Tom” dostarczył członkom Brygady fałszywe dokumenty.
Tuż po wojnie Jura i gestapowiec Paul Fuchs mieli działać w tworzonej przez Amerykanów siatce wywiadowczej przeznaczonej do działania pod radziecką okupacją. Później Jura wyjechał do Ameryki Południowej, w której to ponoć związał się ze środowiskiem Jana Kobylańskiego. Informacja ta jest negowana przez weteranów Brygady Świętokrzyskiej. Udokumentowany życiorys Huberta Jury urywa się w 1971. Jego dalsze losy i data śmierci pozostają nieznane.
W czerwcu 1945 MBP wszczęło śledztwo przeciwko Hubertowi Jurze ps. „Tom”. Zakończono je dopiero w 1972.